# Susanna Pöykiö
Susanna Pöykiö, née le 22 février 1982 à Oulu, est une patineuse artistique finlandaise. Dominant le patinage finlandais, sa meilleure place au niveau international est une médaille d'argent aux championnats d'Europe de patinage artistique.

## Biographie

### Carrière sportive
Susanna Pöykiö commence le patinage sur glace à l’âge de trois ans, suivant sa sœur aînée Heidi,.
En 2001, aux championnats du monde junior, elle devient la première patineuse soliste finlandaise à remporter une médaille ISU,. Elle se retire des championnats de Finlande en 2003 après le programme court pour cause de maladie, et ne participe pas à l’édition suivante de 2004 à cause d'une blessure à la cheville.
En 2005, elle remporte la première médaille d’une patineuse soliste finlandaise aux championnats d’Europe, mais doit se retirer de la compétition suivante, les Internationaux de patinage du Canada, souffrant d’une bronchite. L’année suivante, Pöykiö participe aux Jeux olympiques et se place 13ème. Elle quitte son entraîneuse Berit Kaijomaa à la fin de la saison, pour continuer à s’entraîner avec sa grande sœur, Heidi, dans leur ville natale d’Oulu.
Lors des championnats d’Europe de 2009, elle se classe 3ème, et l’épreuve féminine individuelle est remportée par sa compatriote Laura Lepistö. C’est donc la première fois que deux finlandaises sont sur le podium des championnats d’Europe.
Ayant souffert de problèmes de dos au cours de sa carrière, Pöykiö prend sa retraite compétitive en 2010.

## Palmarès
| Compétition                         | 2000    | 2001    | 2002    | 2003    | 2004    | 2005    | 2006    | 2007    | 2008    | 2009    | 2010    |  |  |  |
| Jeux olympiques d'hiver             |         |         |         |         |         |         | 13e     |         |         |         |         |  |  |  |
| Championnats du monde               |         |         | 11e     |         | 12e     | 8e      | 9e      | 8e      |         | 13e     |         |  |  |  |
| Championnats d'Europe               |         |         | 6e      | 9e      | 6e      | 2e      | 7e      | 4e      | F       | 3e      | A       |  |  |  |
| Championnats de Finlande            | 1re     | 3e      | 1re     | F       | F       | 1re     | 1re     | 1re     | 3e      | 3e      | 3e      |  |  |  |
| Championnats du monde juniors       |         | 3e      |         |         |         |         |         |         |         |         |         |  |  |  |
|                                     |         |         |         |         |         |         |         |         |         |         |         |  |  |  |
| Grand Prix ISU                      | 1999/00 | 2000/01 | 2001/02 | 2002/03 | 2003/04 | 2004/05 | 2005/06 | 2006/07 | 2007/08 | 2008/09 | 2009/10 |  |  |  |
| Skate America                       |         |         |         |         | 5e      | 5e      |         |         |         | 6e      | 11e     |  |  |  |
| Skate Canada                        |         |         |         | 9e      |         | 3e      | F       | 5e      |         |         |         |  |  |  |
| Coupe d'Allemagne                   |         |         | 8e      | 3e      |         |         |         |         |         |         |         |  |  |  |
| Coupe de Chine                      |         |         |         |         |         |         |         |         | 8e      | 5e      |         |  |  |  |
| Trophée de France                   |         |         |         |         |         |         |         | 5e      |         |         |         |  |  |  |
| Coupe de Russie                     |         |         |         |         |         |         | 4e      |         |         |         |         |  |  |  |
| Trophée NHK                         |         |         |         |         | 4e      |         |         |         |         |         |         |  |  |  |
| Légende : F = Forfait ; A = Abandon |         |         |         |         |         |         |         |         |         |         |         |  |  |  |